# 여운홍
여운홍(呂運弘, 1891년 9월 1일 ~ 1973년 2월 3일)은 대한민국의 정치인이며 아호는 근농(勤農)이다.

## 이력
변절 이전 독립운동에 참여하여 1919년의 프랑스 파리강화회의에 참석하였고 1919년 임시정부 의정원 의원, 1920년 상하이 인성학교 교장 등을 지내고 귀국했다. 한때 사업에 종사하기도 했으나, 일제말기 1941년 태평양전쟁 이후 시국강연과 친일 논문 등 변절하였다.
1944년 형 여운형이 주도한 1945년 8월 건국준비위원회에 참여하였고, 1945년 광복 뒤에는 1946년부터 형 여운형, 김규식 등과 함께 좌우합작운동, 남북협상에 참여하였다. 이후 형 여운형을 따라 조선인민당, 근로인민당에 참여했으나 1946년 박헌영의 노선에 반발하여 조선인민당을 탈당하여 사회민주당 당수 등을 지냈고, 1947년 12월 민족자주연맹 중앙집행위원으로 활동했다.
1948년 4월 남북협상에 참여, 평양을 방문했다가 발언권을 요구했으나 박헌영의 위협을 받았다. 5월 협상을 단념하고 되돌아왔다. 8월 대한민국 정부 수립 후 국회의원 선거에 출마하여 제2대 민의원, 제5대 참의원 등을 지냈다. 그밖에 자유당의 선전부장과 민주공화당 선거대책위원장, 공화당 상임고문 등을 지냈다. 몽양 여운형의 친 동생이며 철학자 박찬기의 외삼촌이다. 본관은 함양이고 호는 근농(勤農)이다. 경기도 양평군 출신.

## 생애

### 생애 초기

친형 몽양 여운형

여운홍의 본관은 함양 여씨(咸陽)이다. 호는 근농(勤農). 치계(稚溪) 여우길(呂祐吉)의 11대손. 1891년 9월 1일 경기도 양평 양서면 신원리 묘꼴의 유복한 집안(아버지: 여정현(呂鼎鉉), 어머니: 이항복의 11대손녀 경주 이씨(慶州李氏))에서 태어났다. 형은 여운형이다. 위로 형 셋이 있었으나 형 세명은 모두 어려서 요절했고, 여운형과 여운홍과 누이 2명만 살아남았다.
1903년 10월 조부 여규신의 상, 1905년 9월 모친상, 1906년 부친상을 당하였다. 1909년 서울 중앙중학교를 졸업, 서울 경신학교에 진학했다.

### 청년기

#### 도미 유학

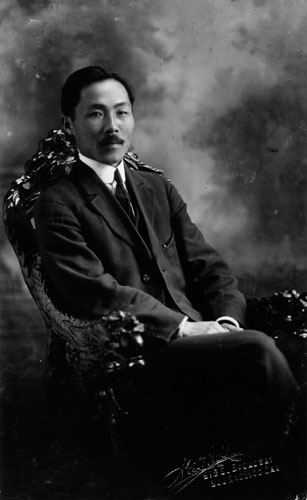
안창호, 그의 강연에 감화되어 독립운동에 투신하게 된다.

1911년 서울 경신학교를 졸업한 뒤 1913년 3월 미국에 유학하였다. 당시 도미유학을 위한 여권을 얻기가 어려웠는데, 그는 미국 감리교회 해리스 목사의 소개장을 통해 여권을 얻고, 논 열마지기를 언더우드 목사에게 저당잡히고 이자 없이 돈 600원을 빌려서 도미하였다. 1913년 3월 미국에서 한국 선교를 목적으로 미국 감리교회 목사 해리스가 입국하자 미국 유학을 하고 싶었던 그는 해리스 목사에게 뜻을 피력한다.
1913년 6월 배를 타고 도미, 일본에 체류하다가 9월 1일 요코하마에서 천양환(天洋丸)이라는 선박을 타고 태평양을 건너 15일 만인 9월 16일 로스앤젤레스 주의 샌프란시스코에 도착하였다. 오갈데 없던 여운홍은 바로 대한인국민회에 도착했고, 1919년 11월에 출범한 흥사단에서 가입 부탁이 들어왔으나 독립운동의 범위를 넓게 투신하기 위해 거절하였다. 곧 오하이오주의 우스터 대학에 입학했다.
학비를 마련해야 했던 여운홍은 막노동과 아르바이트로 학비를 조달했다. 시카고 주 레이크폴리스트에는 백만장자들이 거주하고 있었는데, 한때 여운홍은 이곳에서 새벽4시에 일어나 부잣집의 보일러 화구에 석탄을 넣는 아르바이트를 했다고 한다. 보일러채난 아르바이트가 수입이 좋았다고 한다. 1918년 6월 오하이오주의 우스터 대학을 졸업했다. 우스터 대학을 졸업한 여운홍은 프린스턴 대학교 신학원으로 진학한다. 프린스턴 대학교 신학원에서는 희랍어를 주로 배웠으나, 그해 11월 스페인 독감에 걸려서 병원에 입원해 있어야 했다.

#### 독립운동

##### 파리강화회의 참가

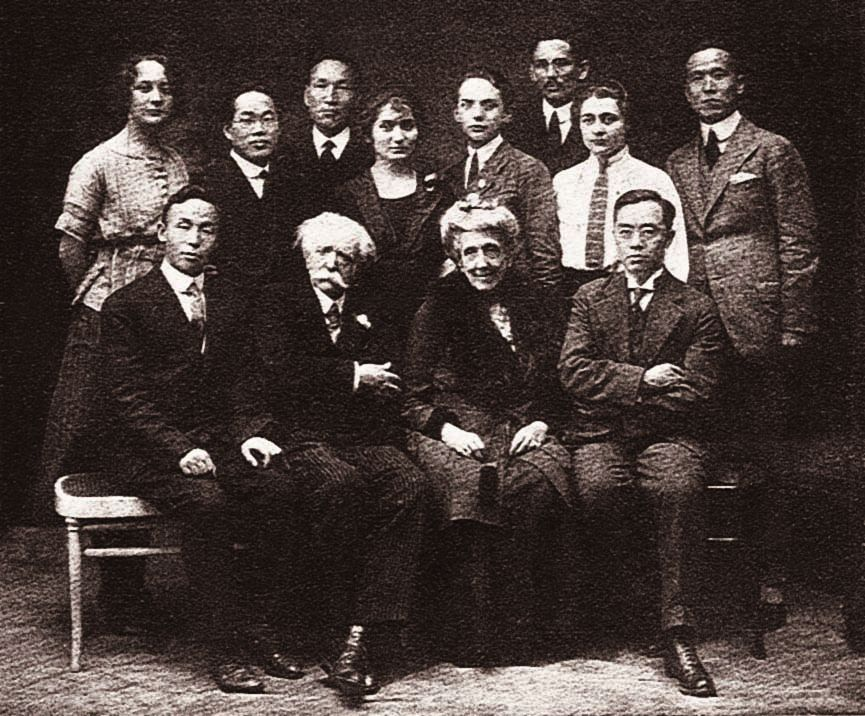
파리강화회담에 참석한 여운홍 (왼쪽 끝)

1917년 미국 우드로우 윌슨 대통령이 민족자결주의를 주장하자, 한때 프린스턴 대학교의 총장이기도 했던 그를 만나고자 소개장을 얻어 찾아가려 했다. 대학 교수와 목사 몇인의 소개장을 들고 1917년 11월 15일 백악관을 찾았으나 영어가 서투르던 그는 한참만에 경호실을 통과하여 백악관에 들어갈 수 있었으나 윌슨의 비서 그라스의 면담거절로 실패하고 되돌아왔다.
유학시절 미국 각지를 순회하며 약소민족의 비애를 호소했고, 1918년 11월 말 프린스턴에서의 짐을 정리하고 프린스턴 대학교를 중퇴하고 귀국하게 된다. 도산 안창호를 찾아가 여비보조를 요청하였으나 안창호는 "일의 성불성은 여하간 그대의 애국심과 열성에 감동한다. 여비는 걱정말고 샌프란시스코에 가서 여권을 얻어보라"며 격려하였다.
이때 이승만은 우드로 윌슨으로부터 국무장관 폴크를 통해 한국에서 일종의 봉기같은 것이 일어나지 않는한 파리 회의에 한국 안건을 상정하기 어렵다는 통보를 받고 미국에 체류한 여운홍과 미국 북장로교 의료 선교사 샤록스에게 '적당한 시기에 외교 활동을 지원할 수 있는 민중 운동을 국내에서 전개해 줄 것'을 요청하는 편지를 써서 평소 국내에서 자신을 지지해 주던 송진우, 김성수, 함태영, 양전백 등에게 전달토록했다.
1918년 하와이를 거쳐 1919년 2월 16일 귀국하였다. 귀국 중 일본 도쿄를 경유, 당시 일본을 유학 중이던 김성수, 송진우, 윤치영 등 한국인 유학생들에게 미국 교포들의 현황과 독립자금 모금 현황을 알려주었다. 도쿄의 우에노 공원에서는 형 여운형의 밀지를 들고 온 장덕수를 만나 그간의 행적을 접하였다. 최남선, 이상재, 이갑성, 함태영 등과 연락하다가 2월 27일 중국 상하이로 건너갔다.
상하이에 도착, 4월 임시정부가 수립되었으나 누군가는 이승만을 수반으로 추대해야 한다고 주장하였고 신채호는 강하게 반발하는 등 임시정부 내의 파벌싸움을 보고 실망했다고 한다. 4월 대한민국임시의정원이 개설되자 그는 대한민국임시의정원 의원에 선출되었다.
1918년 상하이에서 신한청년당을 창당할 때에도 참여하였다. 1919년 6월에는 김규식, 김탕 등과 함께 프랑스 파리 강화 회의에 신한청년당 대표단의 한사람으로 선발되어 프랑스에 다녀왔다. 그러나 열강에서 한국의 독립을 청원하는 파리위원부의 노력을 묵살하자 실망한 그는 김규식을 따라 1919년 8월 미국으로 건너간다.

##### 임시정부 활동
1919년 3.1운동 직전에 잠시 귀국했다가 다시 출국, 상하이로 가서 대한민국 임시정부에 합류하여 1919년 4월 임시정부 임시의정원 의원에 피선 되었고, 그 해 파리 강화 회의에 김규식, 조소앙 등과 함께 참석하였으나 열강의 외면으로 뜻을 이루지 못하고 김규식을 따라 미국으로 건너가 이승만, 서재필 등과 함께 독립운동을 계속했다.
1920년 상하이의 한국인 학교 인성학교(仁成學校) 교장에 부임하여 학교의 유지와 발전을 위한 기금을 모금활동을 하였다. 상하이 인성학교는 광복 이후에도 상해 재중국 동포 학교로 존재하다가 학생수 감소로 1980년에 폐교되었다. 이 동안 일본 경찰의 감시를 받았다. 1920년 4월, 대한민국 임시정부로부터 이승만이 쑨원에게 보내는 비밀서한을 광저우에 가져가 전하라는 밀명을 받고 파견되었다. 임정은 이때 남방정부가 한국 독립운동을 실질적으로 지원해 줄 것을 요청하였다. 그 해 9월 상하이 조선인거류민단 의원에 선출되었으며, 1921년 6월에는 국민대표회기성회 제1회 총회에서 위원으로 선출되었다.

### 일제강점기 후반

#### 사회 활동
1921년 9월 귀국했다가 체포되었으나 무혐의로 석방되었다. 1921년 11월 워싱턴에서 열리는 태평양회의에 대비하여 상하이에서 조직된 '태평양회의외교후원회' 재무 간사를 맡았다. 1922년∼1925년에 보성전문학교 영문학교수를 지내는 등 영문학자로 활동했다. 그 후 싱거미신회사에 입사하여 1927년∼1939년에 싱거미신회사 총감독을 지냈다. 1930년대 일본에서는 전향요구가 계속되었고, 여운홍은 일본을 피해 공식 활동을 중단하였다.
1940년 천리구 김동성이 운영하던 식당 백합원(百合苑)을 인수, 운영하였다. 서울 종로구 관철동 YMCA 건물 건너편 골목에 위치한 양식집이었다. 이후 한동안 여운홍은 양식집을 운영하였다. 백합원은 백관수, 유자후, 유억겸, 백상규, 여운형, 장덕수, 구자옥, 김찬영, 이병직 등의 당대 인사들이 주로 왕래하였다.

#### 친일 행적 의혹
일제 말기 1941년 태평양전쟁 발발 이후, 부일협력의 길로 들어가게 되었다. 1941년 9월, 전시체제하에서 조선인들의 전쟁협력을 이끌어내기 위해 조직한 전시체제기 최대 민간단체인 조선임전보국단 발기인(경성)으로 참여했다. 그 해 12월 이광수, 김동환 등과 함께 시국강연에 1차례 나섰으며, 이 시국강연에서 연설한 내용이 잡지 삼천리에 1942년 1월호에 게재되었다. 이어 1942년 2월호 조광에 내선일체 지지하는 내용의 논문등을 기고했다. 그 해 12월 매일신보사에서 주최한 '대동아전쟁의 전망'좌담회에 참석했다. 1943년 11월 '임시지원병제도익찬위원회'가 경성부 종로지역의 지원병제도 홍보와 권유를 위해 주최한 가정방문 계몽행사 실행위원을 맡아 고원훈, 이광수, 조병상, 한상룡등과 제2반 위원으로 활동했다. 그 뒤 고향 경기도 양평에 내려가 1945년 광복때까지 칩거생활을 하며 지냈다.
1941년 이후 미국의 라디오 방송인 '미국의 소리' 단파방송을 비밀리에 밀청하다가 일본의 감시를 당하기도 했다.

### 정치 활동

#### 해방 직후
1945년 8월 15일 광복 후에는 친형 여운형, 안재홍과 같이 건국준비위원회를 결성하여 정치일선에 나섰다. 8월 15일 아침 형 여운형이 정무총감으로부터 부총독(정무총감)은 미군이 코리아를 점령하지 않을 것이며, 점령은 순전히 소련군에 의해 이루어질 것이라는 소식을 전해 들었다.
여기에 자극받은 여운형은 엔도 총감과의 회동 직후 계동집에 돌아왔다. 여운홍은 간밤에 자기에게 접수하라 했던 방송국은 어찌하면 좋겠는가 하며 물어보았다. 그러자 여운형은 “소련군이 서울에 진주할 것이기 때문에 사정이 달라졌다”고 말하였다. 그러나 9월 남한에 상륙한 것은 소련군이 아니라 미국군이었다.
1945년 9월 8일 새벽, 조한용· 백상규 등과 함께, 이 날 배편으로 인천에 상륙한 미국 육군 24군단 사령관 존 하지에게 면담을 요청하였으나 거절당하였다.
이후 인공에서 활동하였으나 부정적이었다.
1946년 5월 9일 여운홍은 공산당을 비난하고 인민당을 탈당했다. 조봉암이 박헌영을 비난하는 서신이 보도된 지 이틀 후의 일이었다. 5월 9일 여운홍은 중앙방송을 통해 조선인민당 탈당 성명서를 발표하였다. 성명서에서 여운홍은 조봉암의 서신으로 조선공산당의 극좌적 오류의 모략이 폭로되었다고 주장하였고, 조선인민당이 인민당 내 일부 불순분자들의 책동으로 독자적 정치노선을 상실하고 공산당의 전위적 역할을 한다고 조선인민당을 비난하고 신당 창당을 천명하였다.
1946년 5월 11일에는 인민당 중앙집행위원 장권 등 10여명의 간부를 포함한 94명이 조선인민당을 탈당성명서를 발표하였다. 이후 여운홍이 창당하게 될 사회민주당은 조선인민당이탈자들이 중심을 이룬 중도파 정당이었다. 그의 인민당 탈당 배경에는 여운형과 박헌영의 좌파 세력을 약화시키기 위한 미군정의 계략이었다. 박헌영 계열에서 조봉암이 빠지고, 여운형 계열에서는 그가 탈당하면서 좌파 진영의 세력을 축소, 약화되어갔다.

#### 좌우합작 참여와 과도입법위원

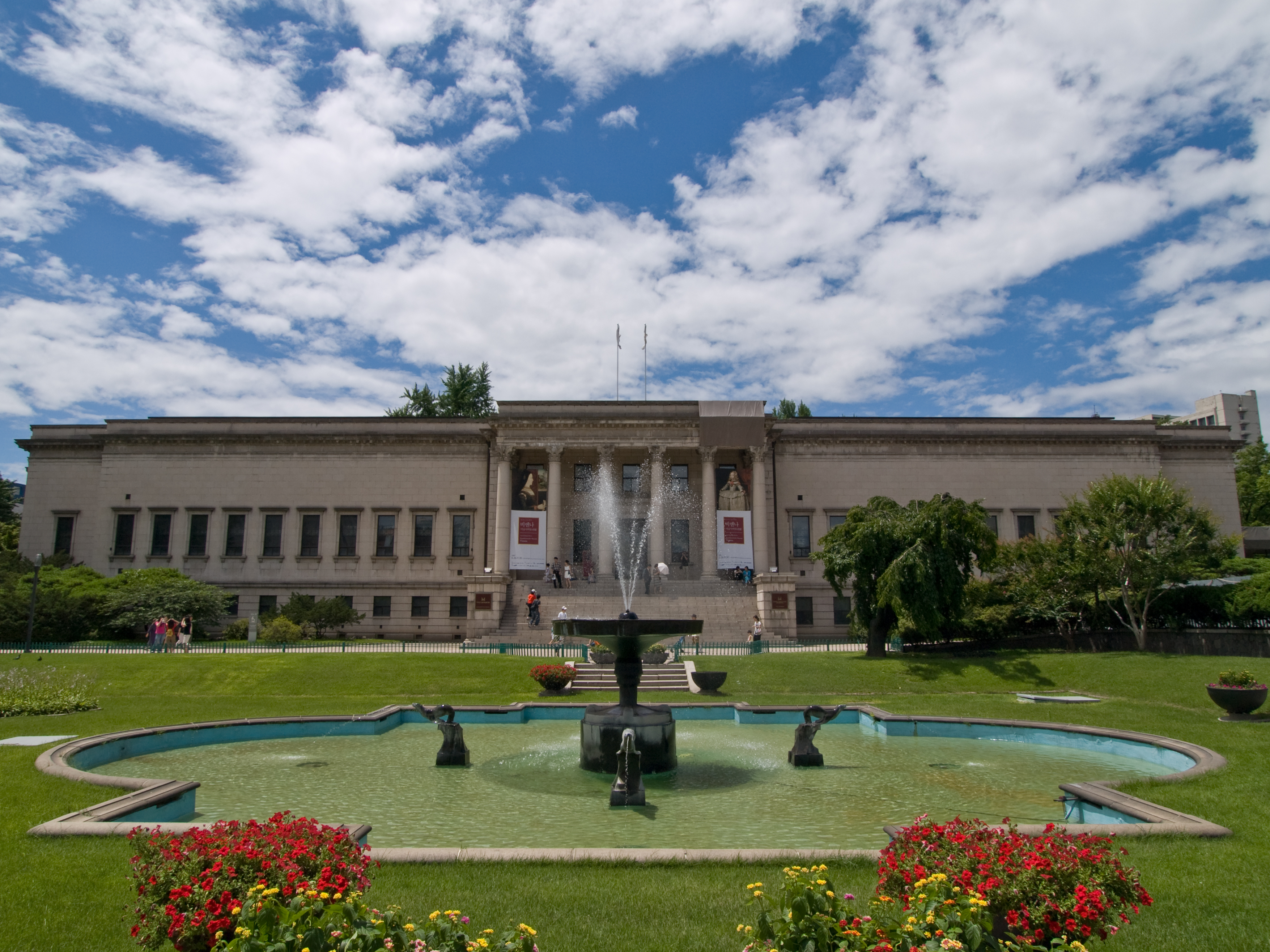
덕수궁 석조전. 이곳에서 미소공위가 개최되어 좌우합작위원회 회담이 열리곤 했었다.

1946년 5월 사회민주당을 결성하여 당수가 되었고, 중도 좌파 노선을 지지하였으며, 8월 3일 사민당 결성식에는 이승만이 참석하여 축사를 하기도 했다. 그가 형 여운형의 근로인민당을 탈당하게 된 배경에 대해 소련측에서는 존 하지가 여운홍에게 대통령 자리를 제공하겠다는 약속을 했다고 기록하였다. 이후 민보사 사장 등을 지냈고, 여운형, 김규식과 함께 좌우합작운동에 참여하였다.

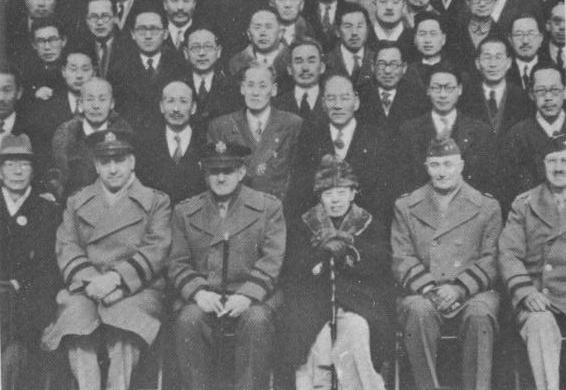
1947년 1월 과도입법위원회 신년사(둘째 줄 왼쪽에서 세 번째가 여운홍, 첫 줄 가운데 털모자에 지팡이를 쥔 이는 의장 김규식, 첫줄 왼쪽 맨 끝은 서재필, 세 번째 줄 왼쪽에서 네 번째는 장면)

1946년 10월 남조선과도입법의원이 설치되자, 12월 미군정 당국에 의하여 과도입법의원 의원에 선임되었다. 1947년 3월 12일 대한독립신문사 사장에 취임하였다.
7월 형 여운형이 암살된 뒤에도 김규식을 따라 좌우합작과 남북협상에 활동하였으며 12월 좌우합작위원회가 해산된 뒤, 김규식 계열에서 정치활동을 하게 된다. 1947년 12월 민족자주연맹이 결성되자 중앙집행위원으로 선임되었다.

#### 남북 협상 참여
1948년 1월 민족자주연맹 중앙당 총무국장을 맡았다. 1948년 김규식, 김구등과 함께 남북협상에 참여하였다. 1948년 4월 5일 여운홍은 남북협상 때 미군정청에서 연락원을 파견해 달라고 하지에게 요청하였으나 거절당하였다. 4월 5일 밤, 김규식, 홍명희, 김붕준 등과 경교장을 찾아 김구 숙소에서 협상 내용에 대한 회담하였다.
남북대표자 연석회의에서 조선 정치정세에 대한 결정서, 격문 등을 기초하는 기초위원회의 위원으로 홍명희, 엄항섭등과 함께 기초위원회 위원으로 보선되었다. 소위원회 회의에서 박헌영이 미국을 제국주의로 5.10 단독총선거 참가자를 망국노, 반동분자 등으로 과격한 언어를 구사하며 비판하자, 이에 격분하여 이북에 사는 사람들에게는 이 결정서가 좋을지 모르지만 우리 다시 돌아가야 하는 사람들에게는 안되겠으니 어구 수정이라도 하라고 항의하였다. 그러자 박헌영은 왈거왈부하지 말고 민주주의적으로 가부를 결정하자고 했다. 초안은 만장일치로 통과되었고 다시 반대발언을 했다가는 서울에 돌아갈수 없다는 공포감을 느끼게 되자 여운홍은 일체의 발언을 중지하고 표결 등에서도 기권하였다. 이후 남북협상에 소극적으로 참여하다가 1948년 5월 귀환하였다.

#### 대한민국 정부수립에 참여
1950년 5월 30일 5.30 제2대 국회의원 총선거에 출마하여 민의원에 당선되었고,
1954년 제3대 총선거에 서울시 종로구 을구에서 출마하였으나 5,450표로 낙선하였다. 그밖에 자유당 선전부장을 지내고 1960년 제5대 총선거에서는 참의원 의원에 당선(최고득점)되었다. 제2공화국때 남북협상론으로 총리 장면의 공격을 받았다.

#### 제2공화국 시절
1960년 5월의 제5대 참의원 선거에 당선되어 등원하였다. 이후 그는 조선민주주의인민공화국과의 평화적인 통일을 위한 교섭을 시작해야 한다고 주장하였다.
1961년 1월 10일 평화통일과 남·북한 인사교류의 첫단계로서 조선민주주의인민공화국의 전 최고인민회의 상임위원장(전직 북한의 국가수반)인 김두봉(金枓奉)과 최고인민회의 상임위원장 최용건, 내각 부총리 홍명희 등을 남한에 초청해야 한다고 주장하였다. 1월 16일 장택상은 국시위반이 아니냐고 되물었다. 국무총리 장면(張勉)은 북한의 전 최고인민회의 상임위원장(전직 북한의 국가수반)인 김두봉(金枓奉)과 최고인민회의 상임위원장 최용건, 내각 부총리 홍명희 등을 남한에 초청하자는 참의원의원 여운홍의 주장은 정치인의 의견이라면 모르나 정식으로 제안한 것이면 문제삼지 않을 수 없다고 발언하였다.
1961년 일본을 방문하였다. 여운홍은 도쿄에 갔을 때 엔도를 만나 해방 당시 왜 소련군이 경성에 진주한다고 했는가를 물어보았더니 “도쿄 내무성에서 온 전보에 조선이 분단점령된다고 해서 그랬다고 대답하였다.

### 군정 기간
1961년 의원직박탈논의가 나왔으나, 의원직은 유지할 수 있었다. 1961년 일본으로 출국, 형 여운형에 관련된 자료를 찾다가 5·16 군사 정변을 맞이하다. 5월 16일 5·16 군사 정변이 발생하자 참의원직을 사퇴하였다. 이후 북유럽 등 2차로 세계일주를 하고 1962년 비행기편으로 귀국하였다.
1962년 2월 24일 영문지 재팬 타임즈에 직접 서명날인한 서한을 보내 '군사정부에서 계획한 경제개발 5개년 계획은 계속 실시되어야 한다.'고 주장하였다. 그리고 '63년에 출마하는 후보자들은 군사지도자들의 정책과 목표를 지지하리라고 확신한다.'고 하였다.

### 생애 후반

#### 제3공화국 시절
1963년 자민당의 지도위원이었다. 민주공화당이 창당되자 1963년 8월 27일 자민당을 탈당하고 민주공화당에 입당, 민주공화당 고문 등을 역임하였다. 그는 윤치영과 함께 박정희 공화당 총재의 고문으로 활동했다. 군정 연장을 반대하던 야당에서는 그의 남북 협상 참여 전력을 문제삼으며 윤치영과 군사 세력과 함께 모종의 음모를 획책한다며 비난했다.
63년 12월 박정희가 대통령에 취임한 뒤 여운홍은 박정희를 찾아 면담하였다. 5.16 군사정변 직후 맏형 여운형의 묘소 주변 토지가 채윤혁에게 매각되자 여운홍은 변호사를 찾아 구제의 길을 찾았으나 법적으로 구제의 불가능하자 관계당국에 진정서를 내는 대신 박정희를 찾아가 호소하였다. 여운홍의 직소를 들은 박정희는 여운형의 묘소주변 토지의 불하를 차단해주었다.

#### 만년
형 여운형의 일대기를 정리한 몽양 여운형을 간행하였다. 1968년 여운형추모회를 설립하고 윤보선, 박정희 등을 고문으로 초빙하였다. 1970년대 이후 북한에 특파기자가 파견되자, 그는 북녘에 있는 조카들을 만나보기 위해 자신이 자청해서 특파기자가 되겠다고 간청하였으나 받아들여지지 않았다.
1971년 3월 30일 민주공화당 선거대책위원회 고문이 되었다.
1972년 2월 경향신문에 '내가 겪은 20세기'를 기사 연재하였다.
1973년 2월 3일 상오 9시45분 노환으로 서울 종로구 계동140-8 자택에서 별세했다. 장례식은 가족장으로 경기도 양평군 양서면 신원리 생가 근처에 안장되었다. 저서로 형인 여운형의 평전 《몽양 여운형(夢陽 呂運亨)》(1967), 《영문법》이 있다.

### 사후
1940년대 초반부터 관제 시국 강연에 참가하고 삼천리, 조광등 친일 논문을 기고한 부일협력 활동 때문에 한국독립당 당원 김승학이 작성한 친일파 명단, 교육 부문에 수록되었다. 이어 2000년대 초 민족문제연구소의 친일 인명 사전 수록 대상자로 선정,으로 2008년 민족문제연구소에서 친일인명사전에 수록하기 위해 정리한 친일인명사전 수록예정자 명단에 선정되었다.

## 기타 이력
- 1915년 미국 레이크 제네바에서 열린 기독교학생하령회에 참석
- 1918년 10월 미국 뉴욕주의 약소민족대회에 한국인대표로 참석
- 1919년 2월 독립운동 목적으로 일시귀국, 백만인 서명날인을 받으려 했으나 실패하다.
- 1921년 9월 입국하다가, 일본경찰에 체포되다.
- 1939년 싱거미신회사 퇴사시 퇴직금지급요구운동을 하다가 일본헌병에 체포되다.
- 1943년 형 여운형과 관련되어 일본헌병대에 체포되다.
- 1945년 10월 미군 주둔 직전 건준 대표로 해상에서 존 하지 사령관을 면담하려 하였으나 거절당하다.
- 1946년 12월 남조선 과도입법위원회 의원
- 1952년 한극태협회(韓克泰協會) 회장
- 1956년 성균관대학교 영어강사
- 1961년 형 여운형의 행적자료를 수집차 일본으로 건너갔다.

## 가족 관계
| 관계                   | 이름                 | 출생일          | 사망일          | 활동사항                                                      |
| ---------------------- | -------------------- | --------------- | --------------- | ------------------------------------------------------------- |
| 할아버지               | 여규신(呂圭信)       | 1825년          | 1903년 10월     |                                                               |
| 아버지                 | 여정현(呂鼎鉉)       | 1853년          | 1906년          |                                                               |
| 어머니                 | 경주이씨(慶州李氏)   | ?               | 1905년 9월      |                                                               |
| 아내                   | 변씨, 김창희(金昌熙) | 1898년          | ?               | 본관은 청풍.                                                  |
| 첫째 아들              | 여성구(呂聲九)       | 1921년          | 사망            | 양평군수, 대구중공업 사장 아들 여인영, 여인걸, 여인석, 여인성 |
| 맏며느리               | 윤기수(尹琦秀)       | 1925년          |                 |                                                               |
| 둘째 아들              | 여명구(呂明九)       | 1925년          | 2008년 3월 31일 | 의사, 아내 오세연, 아들 여인명, 여인호                        |
| 첫째 딸                | 여견구               |                 |                 |                                                               |
| 둘째 딸                | 여정구               |                 |                 |                                                               |
| 형                     | 여운형(呂運亨)       | 1886년 5월 25일 | 1947년 7월 19일 | 독립운동가, 정치인                                            |
| 여동생                 | 여씨                 | ?               | ?               | 아들 류기원(한의사)                                           |
| 여동생                 | 여윤숙(呂允淑)       | ?               | ?               | 남편 박정서, 아들 박찬웅, 박찬기                              |
| 사촌 형                | 여운일               | 1890년          | ?               | 독립운동가                                                    |
| 조카(여운형의 첫째 딸) | 여난구               | 1923년          | ?               |                                                               |
| 조카(여운형의 둘째 딸) | 여연구               | 1927년          | 1996년 9월 28일 | 공산주의자, 1946년 월북                                       |
| 조카(여운형의 샛째 딸) | 여원구               | 1928년          | 2009년 7월 30일 | 공산주의자, 1946년 월북                                       |
| 5촌 조카               | 여경구               | 1913년          | 1977년          |                                                               |

## 저서
- 《몽양 여운형(夢陽 呂運亨)》(1967)
- 《영문법》

## 기타
외조카 박찬기는 독문학자, 박찬웅은 법철학자이다.
여운홍은 건국준비위원회의 조선인민공화국으로의 개편 과정에 대해 이것은 순전히 소아병적인 극렬 공산당원들이 꾸며낸 하나의 연극이었으며 여운형에게는 '박헌영계열의 공산주의자와 연계한것은 정치생활 중 가장 큰 실책이 되었다.'고 평가하였다. 내무부 장관과 서울시장을 지낸 윤치영(尹致暎)의 중앙학교 동문이었다.
여운형과 여운홍은 국어학자 박승빈을 사표로 받들었는데, 후일 박승빈의 아들 박정서(朴定緖)는 그의 여동생 여윤숙(呂允淑)과 결혼했다.

## 신념
- 천하사당귀정의(天下事當歸正義)

## 같이 보기
- 여운형
- 파리강화회의
- 대한민국임시정부
- 임시의정원
- 중앙중학교
- 근로인민당
- 사회민주당
- 사회노동당
- 민족자주연맹
- 자유당
- 자유민주당
- 민주공화당

## 관련 서적
- 강준만, 한국현대사산책:1940년대편 1 (인물과사상사, 2006)
- 강준만, 한국현대사산책:1940년대편 2 (인물과사상사, 2006)
- 여운홍, 《몽양 여운형》 (청하각, 1967)
- 이정식, 《대한민국의 기원》(일조각, 2006)
- 이정식, 《김규식의 생애》(신구문화사, 1974)
- 홍우출판사, 정계야화 (전2권) (홍우출판사, 1966)
- 《한국일보》(1973.2.4.) 7면
- 《동아일보》
- 《역대국회의원총람(歷代國會議員總覽)》(韓國國會人物史編纂會, 租稅公論社, 1983)

## 역대 선거 결과
|  | 22.12% |

|  | 17.80% |

|  | 20.84% |

## 참고 자료
- 여운홍 - 대한민국헌정회
- 한국역대인물종합정보시스템